# Kukrit Pramoj
Kukrit  Pramoj, Mom Rajawongse Kukrit Pramoj, (en tailandés: คึกฤทธิ์ ปราโมช) (* Singburi, 20 de abril de 1911 - Bangkok, 9 de octubre de 1995) fue un político de Tailandia, miembro del Partido Demócrata y primer ministro del país. También interpretó al primer ministro del país ficticio de "Sarkhan" en la película de 1963 Su Excelencia el embajador, protagonizada por Marlon Brando.

## Biografía

### Primeros años y educación
Kukrit Pramoj nació en Singburi, Tailandia, el 20 de abril de 1911. Hijo de HSH Príncipe Khamrob y Mom Daeng (Bunnag). Fue  educado en Inglaterra, obteniendo el grado de Bachille en Filosofía, Política, y Economía (PPE) del Queen's College, de la Universidad de Oxford. Al regresar a Tailandia, su primer trabajo fue en la Banca. Sin embargo, su vocación lo condujo a seguir en el magisterio en muchas ramas incluyendo la política y el periodismo.
Fue una autoridad líder en la cultura tradicional Thai y tuvo un amplio rango of intereses desde la danza clásica tailandesa hasta la literatura. La mayoría de sus más famosos trabajos literarios fueron resaltados por el Premio "Artista Nacional" para la literatura de 1985, primer año de dicho premio, nombrado en su honor. Recibió un Premio Especial Conmemorativo de la Fukuoka Asian Culture Prizes en 1990, en el primer año de estos premios. Sus trabajos encierran muchos temas desde el humor al drama. Fue un escrito apasionado del Siam Rath (สยามรัฐ), el periódico que él fundó. También escribió la famosa novela histórica Los 4 Reinos, Four Reigns (สี่แผ่นดิน), y muchos otros. Su singular sentido del humor ofrecía una visión satírica de su época, siendo arrestado frecuentemente por ofender al poder.
Como estudiante, también escribió muchas obras de historia, astrología y religión. Las más notables, sin embargo, son sus historias épicas y muchas historias cortas que reflejan variados aspectos de la vida y documentan la historia contemporánea. Dos obras suyas traducidas al inglés son Four Reigns (ISBN 974-7100-66-5) y Many Lives (ISBN 974-7100-19-3).
Estuvo casado con Pakpring Thongyai.

## Obras

### Novelas
- Sam Kok Chabap Nai Thun (สามก๊กฉบับนายทุน; 1951) ISBN 9749906160
- Phai Daeng (ไผ่แดง; 1954) ISBN 9749906187
  - Traducido al inglés como Red Bamboo en 1961
- Su Si Thai Hao (ซูสีไทเฮา; 1957) ISBN 9749906152
- Jew (ยิว; 1967) ISBN 9749906225
- Si Phaendin (สี่แผ่นดิน) ISBN 9749906209
  - Traducido al inglés como Four Reigns en 1981 por Tulachandra; ISBN 9747100665
- Kawao Thi Bang Phleng (กาเหว่าที่บางเพลง; 1989) ISBN 9749906195
- Lai Chiwit (หลายชีวิต) ISBN 9746901192
  - Traducido al inglés como Many Lives en 1996; ISBN 9747100673
- Khun Chang Khun Phaen (ขุนช้างขุนแผน; 1989) ISBN 9746901664
- Farang Sakdina (ฝรั่งศักดินา) ISBN 9749906233

### Teatro
- Rashomon (ราโชมอน) ISBN 9749906330

### Colección de historias cortas y ensayos
- Phuean Non (เพื่อนนอน; historias cortas, 1952) ISBN 9749906314
- Sapphere Khadi (สัพเพเหระคดี) ISBN 974923216X

### No-ficción
- Phama Sia Mueang (พม่าเสียเมือง; 1967) ISBN 9749906276, 9746900307
- Huang Mahannop (ห้วงมหรรณพ; 1959) ISBN 9746900609
- Chak Yipun (ฉากญี่ปุ่น; 1962) ISBN 9749906284
- Mueang Maya (เมืองมายา; 1965) ISBN 9746903527
- Khon Rak Ma (คนรักหมา; 1967) ISBN 9746901028
- Wai Run (วัยรุ่น; 1980) ISBN 9749906322
- Thamma Khadi (ธรรมคดี; 1983) ISBN 9749906306
- Khrong Kraduk Nai Tu (โครงกระดูกในตู้) ISBN 9746901311
- Chao Lok (เจ้าโลก) ISBN 9749906268
- Kritsadaphinihan An Bot Bang Mi Dai (กฤษฎาภินิหารอันบดบังมิได้) ISBN 9746901893, 9749906357
- Chang Nai Chiwit Khong Phom (ช้างในชีวิตของผม) ISBN 9746905147
- Phra Phutthasatsana Kap Khuekrit (พระพุทธศาสนากับคึกฤทธิ์) ISBN 9749336410
- Kho Khit Rueang Koet Kae Chep Tai (ข้อคิดเรื่อง เกิด แก่ เจ็บ ตาย) ISBN 9746903829
- Songkhram Phio (สงครามผิว) ISBN 974990625X
- Thok Khamen (ถกเขมร) ISBN 9746901052
- Banthoeng Roeng Rom (บันเทิงเริงรมย์) ISBN 9749906292
- Rueang Kham Khan (เรื่องขำขัน) ISBN 9746905074
- Kep Lek Phasom Noi (เก็บเล็กผสมน้อย) ISBN 9746904892
- Klai Rok (ไกลโรค) ISBN 9746904795
- Khon Khong Lok (คนของโลก) ISBN 9749906241
- Chom Suan (ชมสวน) ISBN 9749906349
- Talat Nad (ตลาดนัด) ISBN 9746904825
- Tham Haeng Ariya (ธรรมแห่งอริยะ) ISBN 9746904736
- Nam Phrik (น้ำพริก) ISBN 9746904833
- Beng Hek Phuu Thuk Kluen Thang Pen (เบ้งเฮ็ก ผู้ถูกกลืนทั้งเป็น; 2001 [Revisado]) ISBN 9749906179
- Arokya (อโรคยา) ISBN 9746903357
- Sapphasat (สรรพสัตว์) ISBN 9746904442
- Khon Khong Lok (คนของโลก; 1967) ISBN 9749906241
- The King of Siam speaks, por Seni Pramoj and Kukrit Pramoj ISBN 9748298124Abbot Low Moffat 1901-1996), who drew on it for his biography entitled Mongkut the King of Siam (1961) ISBN 9748298124. Moffat donated the Pramoj manuscript to the Library en 1961.(Southeast Asian Collection, Asian Division, Library of Congress)

### Carrera política
Kukrit llegó a ser Primer Ministro desde el 14 de marzo de 1975, sucediendo a su hermano Seni Pramoj.
| Predecesor: Seni Pramoj | Primer Ministro de Tailandia 1975 - 1976 | Sucesor: Seni Pramoj |